# Son Malferit
Son Malferit és una barriada de Palma situada al districte de Llevant. Està delimitada pel barri de l'Estadi Balear, Nou Llevant, el Molinar i Son Ferriol. Comptava, el 2018, amb una població d'uns 95 habitants. En ella s'hi troba el Camp de Futbol l'estadi de Son Malferit, seu de la Federació de Futbol de les Illes Balears
i camp de joc temporal de l'Atlètic Balears des del 2014, per motiu de les obres de l'Estadi Balear. També s'hi troba la central tèrmica de cicle combinat de Cas Tresoer, inaugurada l'any 2005. El barri pren el nom d'una antiga possessió, les cases de la qual varen ser esbucades l'any 2006.
A aquesta barriada s'hi pot accedir a través de la línia 14 de l'EMT.